# Hordes of Chaos
Hordes of Chaos (укр. Орди Хаоса) — дванадцятий студійний альбом німецької треш-метал групи Kreator, записаний на SPV GmbH, з'явився у продажу 13 січня 2009 року. Продюсером альбому виступив Мозес Шнейдер

## Про альбом
Hordes of Chaos був випущений у трьох різних виданнях. Стандартне видання вийшло в упаковці jewel-case та містить 10 пісень. Делюкс видання містить бонусний DVD із документальним фільмом про запис альбому. В ультра-делюкс виданні, крім цього, на DVD містяться два концертні відео та відеокліп на заголовну пісню. Також ультра-делюкс видання містить футболку з логотипом групи та книгу. Вінілове видання альбому відрізняється оформленням
Цей альбом записувався наживо на відміну від попередніх альбомів групи. Мілле пояснював це тим, що таким чином ти вкладаєш усю свою енергію, і слухач це відчуває. Саме тому за його словами цей альбом і має таку назву.
У США альбом стартував на 165 рядку чарту " Billboard 200 ". За перший тиждень було продано приблизно 2800 копій дисків

## Список композицій
| #     | Назва                                          | Тривалість |
| ----- | ---------------------------------------------- | ---------- |
| 1.    | «Hordes of Chaos (A Necrologue for the Elite)» | 5:04       |
| 2.    | «Warcurse»                                     | 4:10       |
| 3.    | «Escalation»                                   | 3:24       |
| 4.    | «Amok Run»                                     | 4:12       |
| 5.    | «Destroy What Destroys You»                    | 3:13       |
| 6.    | «Radical Resistance»                           | 3:43       |
| 7.    | «Absolute Misanthropy»                         | 3:37       |
| 8.    | «To the Afterborn»                             | 4:53       |
| 9.    | «Corpses of Liberty»                           | 0:55       |
| 10.   | «Demon Prince»                                 | 5:16       |
| 38:27 |                                                |            |

| Bonus DVD | Bonus DVD                                                            | Bonus DVD  |
| #         | Назва                                                                | Тривалість |
| --------- | -------------------------------------------------------------------- | ---------- |
| 1.        | «The Making of Hordes of Chaos» (directed by Stephanie von Beauvais) |            |

| Ultra Riot bonus disc | Ultra Riot bonus disc                         | Ultra Riot bonus disc |
| #                     | Назва                                         | Тривалість            |
| --------------------- | --------------------------------------------- | --------------------- |
| 1.                    | «Hordes of Chaos» (Demo)                      |                       |
| 2.                    | «Radical Resistance» (Demo)                   |                       |
| 3.                    | «To the Afterborn» (Demo)                     |                       |
| 4.                    | «World Without Religion» ("Escalation" demo)  |                       |
| 5.                    | «Amok Run» (Demo)                             |                       |
| 6.                    | «Alle gegen alle» (Slime cover)               |                       |
| 7.                    | «You Are the Government» (Bad Religion cover) |                       |

## Учасники запису
- Мілле Петроцца  — вокал, соло та ритм-гітара
- Самі Ілі-Сірніо  — соло та ритм-гітара
- Крістіан Гізлер  - бас-гітара
- Юрген Рейл  - ударні

## Чарти
| Чарт                                               | Позиція |
| -------------------------------------------------- | ------- |
| Австрія Austrian Albums (Ö3 Austria)               | 33      |
| Нідерланди Dutch Albums (MegaCharts)               | 66      |
| Фінляндія Finnish Albums (Suomen virallinen lista) | 16      |
| Франція French Albums (SNEP)                       | 85      |
| Німеччина German Albums (Media Control)            | 16      |
| Угорщина Hungarian Albums (MAHASZ)                 | 26      |
| Японія Japanese Albums (Oricon)                    | 163     |
| Швеція Swedish Albums (Sverigetopplistan)          | 47      |
| Швейцарія Swiss Albums (Schweizer Hitparade)       | 57      |
| США Billboard 200                                  | 165     |
| США Independent Albums (Billboard)                 | 19      |
| США Top Heatseekers Albums (Billboard)             | 7       |
| США Top Tastemaker Albums (Billboard)              | 9       |